# Dear Abby
Dear Abby is de derde aflevering van het tiende seizoen van de televisieserie ER, die voor het eerst werd uitgezonden op 9 oktober 2003.

## Verhaal
Lockhart ontvangt een brief van dr. Carter uit Congo waarin hij de relatie definitief uitmaakt met haar. Na het lezen van de brief gooit zij het weg en wordt weer opgepikt door Martin die het iedereen laat lezen. Ondertussen krijgt zij te maken met haar collega verpleegsters die willen staken. Dit omdat dr. Romano flink wil snijden in hun aantal en dit gaat hun te ver. 
Dr. Romano krijgt een nieuwe armprothese, een kunstarm met een enorme ijzeren haak. Hij ontdekt dat de verzekering van het ziekenhuis alleen dit vergoedt en niet een moderne prothese. Zwaar teleurgesteld gaat hij verhaal halen bij dr. Weaver en laat haar duidelijk merken dat hij zwaar teleurgesteld is. 
Dr. Lewis en Lockhart behandelen een meisje dat een zware hartziekte heeft en stervende is. De ouders willen dit geheim houden voor haar, dit stuit Lockhart tegen haar borst. 
Dr. Pratt gaat samen met dr. Jing-Mei uit eten met haar ouders, deze zijn zeer traditioneel. Hij overleeft echter het etentje maar bij het afscheid nemen van dr. Jing-Mei maakt hij een opmerking die bij haar totaal verkeerd valt en laat hem alleen achter.
Dr. Kovac arriveert in het County General ziekenhuis. Iedereen krijgt de gelegenheid om hem te zien, alleen Lockhart krijgt dit niet voor elkaar.
Dr. Corday en dr. Dorset bereiken in hun relatie een punt dat zij met elkaar seks hebben, dit hebben zij op de achterbank van zijn auto.
De SEH krijgt nieuwe studentes, waaronder Nick ‘Coop’ Cooper. Hij maakt al snel indruk door ruzie te maken met dr. Romano en sterft bijna als Rasgrota hem een overdosis adrenaline geeft voor zijn astma-aanval.

## Rolverdeling

### Hoofdrollen
- Laura Innes - Dr. Kerry Weaver
- Mekhi Phifer - Dr. Gregory Pratt
- Alex Kingston - Dr. Elizabeth Corday
- Goran Višnjić - Dr. Luka Kovac
- Sherry Stringfield - Dr. Susan Lewis
- Ming-Na - Dr. Jing-Mei Chen
- Sharif Atkins - Dr. Michael Gallant
- Paul McCrane - Dr. Robert Romano
- Bruno Campos - Dr. Eddie Dorset
- Scott Grimes - Dr. Archie Morris
- Glenn Howerton - Dr. Nick Cooper
- Maura Tierney - verpleegster Abby Lockhart
- Conni Marie Brazelton - verpleegster Connie Oligario
- Ellen Crawford - verpleegster Lydia Wright
- Deezer D - verpleger Malik McGrath
- Gedde Watanabe - verpleger Yosh Takata
- Parminder Nagra - Neela Rasgrota
- Abraham Benrubi - Jerry Markovic
- Troy Evans - Frank Martin

### Gastrollen (selectie)
- Simone-Élise Girard - Gillian
- Rhonda Aldrich - Mrs. Reiser
- Stephi Lineburg - Elle Reiser
- George Cheung - Mr. Chen
- Kieu Chinh - Mrs. Chen
- Jennifer Jostyn - prothese maakster
- Ryan Michelle Bathe - Miss Evelyn
- Alanna Boatright - Mrs. Dunn
- Zac Efron - Bobby Neville